# Aster pycnophyllus
Aster pycnophyllus là một loài thực vật có hoa trong họ Cúc. Loài này được Franch. ex Diels mô tả khoa học đầu tiên năm 1912.